# L'Etac de Sark
L'Etac de Sark est une petite île Anglo-Normande située au sud de l'île de Sercq.

## Toponymie
Etac dérive du vieux-norrois stakkr, « rocher élevé ».

## Géographie
Il s'agit d'un îlot rocheux inhabité situé à environ 500 mètres au sud de la presqu'île de Little Sark (en). L'Etac de Sark mesure environ 300 mètres de longueur ; son point culminant est à 60 mètres.
L'Etac est un site de nidification pour plusieurs espèces d'oiseaux marins tels que le cormoran huppé, le guillemot de Troïl, le petit pingouin, le macareux moine, le goéland marin, le goéland brun et le goéland argenté.